# 의학사

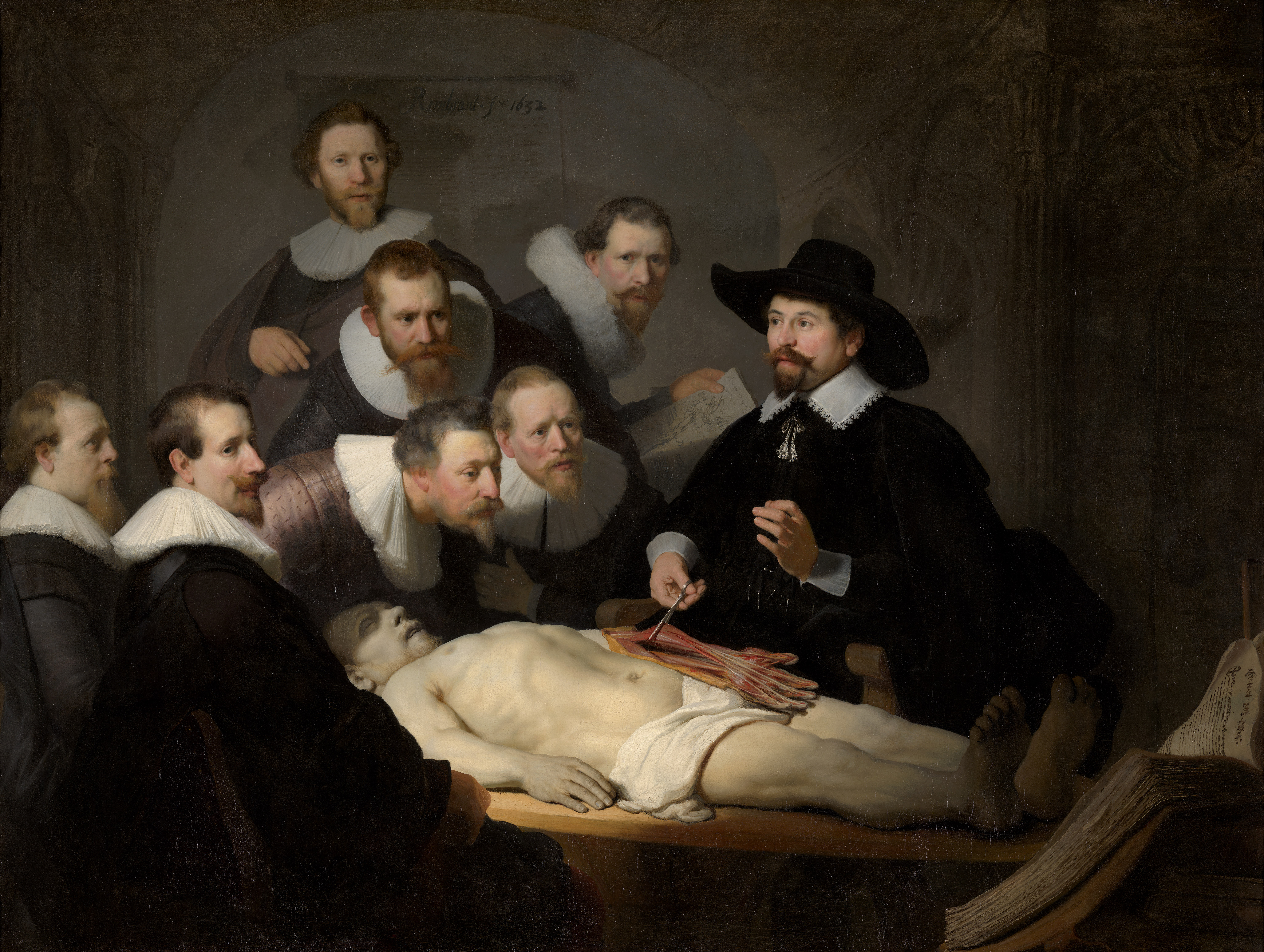

의학사(醫學史)는 의학에 관한 역사를 체계적으로 연구하는 학문 영역이다. 의학의 역사는 역사 전반에 걸쳐 의학을 연구하는 동시에 인간 사회 전반에 걸친 과거와 현재의 의료 관행을 탐구하고 이해하려는 다학제적 연구 분야이다.
의학의 역사는 시간이 지남에 따라 의학적 치료, 관행 및 지식의 발전을 연구하고 문서화하는 것이다. 의료 역사가들은 종종 의학을 형성한 기관, 실무, 사람, 직업 및 사회 시스템을 더 잘 이해하기 위해 경제, 건강 과학, 사회학, 정치를 포함한 다른 인문학 분야에서 연구를 수행한다. 의학에 관한 서면 출처보다 앞서거나 부족한 기간의 경우, 대신 고고학적 출처에서 정보를 가져온다. 이 분야는 선사 시대부터 현대에 이르기까지 건강, 질병 및 부상에 대한 인간 사회의 접근 방식의 진화, 이러한 접근 방식을 형성하는 사건 및 인구에 미치는 영향을 추적한다.
초기 의학 전통에는 바빌론, 중국, 이집트 및 인도의 전통이 포함된다.
현미경의 발명은 르네상스 시대에 향상된 이해의 결과였다. 19세기 이전에는 유머주의(체액주의라고도 함)가 질병의 원인을 설명한다고 생각되었으나 점차 질병의 세균 이론으로 대체되어 많은 전염병에 대한 효과적인 치료와 심지어 치료까지 이어졌다. 군 의사들은 외상 치료와 수술 방법을 발전시켰다. 특히 19세기 도시의 급속한 성장으로 인해 체계적인 위생 조치가 요구되면서 공중 보건 조치가 개발되었다. 20세기 초에 첨단 연구 센터가 문을 열었으며 종종 주요 병원과 연결되었다. 20세기 중반은 항생제와 같은 새로운 생물학적 치료법이 등장한 시대였다. 이러한 발전은 화학, 유전학, 방사선학의 발전과 함께 현대 의학의 탄생을 가져왔다. 20세기에는 의학이 고도로 전문화되었고 여성에게는 간호사(1870년대부터)와 의사(특히 1970년 이후)라는 새로운 직업이 열렸다.

## 같이 보기
- 미국의 의료
- 치과의 역사